# Roel Buikema
Roel Buikema (Amsterdam, 22 maart 1976) is een Nederlands voormalig voetballer.
Hij speelde voor MVV, Helmond Sport, Heracles Almelo, Excelsior, FC Den Bosch en VVV-Venlo. 
Voordat Buikema actief werd in het professionele voetbal, speelde hij geruime tijd bij de Haagse voetbalclub Quick, waar hij tevens zijn carrière afsloot.
Hij is manager van de Ruud van Nistelrooij Academie.

## Profstatistieken
| Seizoen | Club            | Land      | Competitie     | Wed. | Goals |
| ------- | --------------- | --------- | -------------- | ---- | ----- |
| 1996/97 | MVV             | Nederland | Eerste divisie | 19   | 3     |
| 1997/98 | MVV             | Nederland | Eredivisie     | 2    | 0     |
| 1998/99 | MVV             | Nederland | Eredivisie     | 12   | 0     |
| 1999/00 | Helmond Sport   | Nederland | Eerste divisie | 32   | 3     |
| 2000/01 | Helmond Sport   | Nederland | Eerste divisie | 32   | 3     |
| 2001/02 | Heracles Almelo | Nederland | Eerste divisie | 33   | 3     |
| 2002/03 | Heracles Almelo | Nederland | Eerste divisie | 33   | 7     |
| 2003/04 | Heracles Almelo | Nederland | Eerste divisie | 36   | 8     |
| 2004/05 | Heracles Almelo | Nederland | Eerste divisie | 33   | 6     |
| 2005/06 | Excelsior       | Nederland | Eerste divisie | 10   | 1     |
| 2005/06 | → FC Den Bosch  | Nederland | Eerste divisie | 20   | 1     |
| 2006/07 | Excelsior       | Nederland | Eredivisie     | 0    | 0     |
| 2006/07 | → VVV-Venlo     | Nederland | Eerste divisie | 32   | 4     |
| Totaal  | Totaal          | Totaal    | Totaal         | 294  | 39    |